# Lista odcinków serialu anime Higurashi no naku koro ni
When They Cry (jap. ひぐらしのなく頃に Higurashi no naku koro ni) – anime wyprodukowane przez studio Deen i wyreżyserowane przez Chiakiego Konę. Łącznie wyprodukowano dwie serie anime oraz kilkanaście odcinków OVA. Fabuła skupia się na grupie przyjaciół mieszkających w niewielkiej wiosce Hinamizawa i serii niepokojących wydarzeń, które kulminują się w miarę zbliżania się dnia festiwalu Watanagashi.
Pierwsza seria nosi nazwę Higurashi no naku koro ni (jap. ひぐらしのなく頃に) i składa się z 26 odcinków. Seria podzielona została na sześć rozdziałów, które zostały napisane na podstawie pierwszych sześciu rozdziałów powieści wizualnej.
W 2007 roku premierę miała druga seria, zatytułowana Higurashi no naku koro ni kai (jap. ひぐらしのなく頃に解) i składa się z trzech rozdziałów, w tym pierwszy z nich stanowi oryginalną opowieść, dwa pozostałe są ekranizacją dwóch ostatnich rozdziałów powieści wizualnej. Zostają w nich wyjaśnione nierozwiązane wątki i pojawiają się odpowiedzi na pytania, które zostały postawione w poprzednim sezonie.
W 2009 roku wydano serię OVA pod tytułem Higurashi no naku koro ni rei (jap. ひぐらしのなく頃に礼), a w latach 2011-2012 kolejną, zatytułowaną Higurashi no naku koro ni kira (jap. ひぐらしのなく頃に煌).
Wydano także odcinek Higurashi no naku koro ni gaiden Nekogoroshi-hen (jap. ひぐらしのなく頃に 外伝 猫殺し編), który dołączony został do wydania pierwszej serii na DVD.
Dodatkowo w sierpniu 2013 roku wydano 52-minutową OVA Higurashi no naku koro ni kaku 〜Outbreak〜 (jap. ひぐらしのなく頃に拡 〜アウトブレイク〜 Higurashi no naku koro ni kaku ～Autobureiku～), wyprodukowaną na podstawie opowiadania napisanego przez Ryukishi07.
W Polsce pierwszy sezon anime został udostępniony za pośrednictwem platformy Netflix od 1 sierpnia 2019 roku.

## Higurashi no naku koro ni(2006)
Adaptacja w formie anime została wyprodukowana przez Studio Deen, zatytułowana Higurashi no naku koro ni (jap. ひぐらしのなく頃に). Seria ta składa się z 26 odcinków i została wyemitowana od 5 kwietnia do 27 września 2006 roku przez wiele japońskich stacji telewizyjnych: Kansai TV, Tokai TV, TV Kanagawa, Chiba TV, TV Saitama, AT-X, Bandai Channel i Animate TV. Seria ta obejmuje sześć rozdziałów: Onikakushi-hen (jap. 鬼隠し編), Watanagashi-hen (jap. 綿流し編), Tatarigoroshi-hen (jap. 祟殺し編), Himatsubushi-hen (jap. 暇潰し編), Meakashi-hen (jap. 目明し編) oraz Tsumihoroboshi-hen (jap. 罪滅し編). 
| N/o | Tytuł | Premiera (Kansai TV) |
| --- | --- | -------------------- |
| 01 | Księga uprowadzenia przez demony. Rozdział pierwszy: Początek Onikakushi-hen sono ichi: Hajimari (鬼隠し編 其ノ壱 ハジマリ) | 4 kwietnia 2006      |
| Keiichi Maebara przeprowadza się do maleńkiej wioski Hinamizawa i zaprzyjaźnia się z czterema dziewczynami - Reną, Mion, Satoko i Riką. Dołącza też do prowadzonego przez nie szkolnego klubu. Wkrótce jednak dowiaduje się o morderstwie mającym miejsce w przeszłości Hinamizawy oraz o projekcie budowy tamy sprzed pięciu lat, który został oprotestowany przez mieszkańców. Pyta o te wydarzenia Renę i Mion, lecz one zbywają go milczeniem, co wzbudza u niego podejrzenia. Wkrótce znajduje w starych gazetach informację, że morderca nigdy nie został złapany. | |                      |
| 02 | Księga uprowadzenia przez demony. Rozdział drugi: Tajemnica Onikakushi-hen sono ni: Kakushigoto (鬼隠し編 其ノ弐 隠しごと)  | 11 kwietnia 2006     |
| Podczas festiwalu Watanagashi Keiichi dowiaduje się od Tomitake i towarzyszącej mu kobiety o imieniu Takano o „klątwie Czcigodnego Oyashiro” – serii morderstw i zniknięć, które wydarzyły się w wiosce w ciągu ostatnich 4 lat w noc festiwalu, za które winą obarczane jest lokalne bóstwo. Następnego dnia Keiichi zostaje przesłuchany przez detektywa Oishiego – okazuje się, że Tomitake popełnił w noc festiwalu samobójstwo, a Takano zaginęła. Keiichi zostaje jego informatorem. Wkrótce zaczyna zauważać zmiany w zachowaniu Mion i Reny i podejrzewa, że te coś przed nim ukrywają. Po kolejnej rozmowie z detektywem dowiaduje się, że jedną z poprzednich ofiar klątwy jest Satoshi, chłopak który przeniósł się do wioski przed Keiichim. | |                      |
| 03 | Księga uprowadzenia przez demony. Rozdział trzeci: Podejrzenie Onikakushi-hen sono san: Gishin (鬼隠し編 其ノ参 疑心)       | 18 kwietnia 2006     |
| Keiichi, który czuje coraz większą paranoję opuszcza szkołę, by poszukać więcej informacji o Hinamizawie. Oishi zabiera Keiichiego na obiad do Angel Mort i mówi mu, że wszystkie ofiary klątwy były w jakiś sposób związane z jego czterema przyjaciółkami. W nocy Rena i Mion odwiedzają Keiichiego i wręczają mu posiłek z igłą w środku. W tym momencie Keiichi jest już przekonany, że jego przyjaciółki próbują go zabić. Uzbraja się więc w kij do baseballa Satoshiego i wraca do szkoły. Jego przyjaciółki mówią mu, że Satoshi również przejawiał takie paranoiczne zachowanie krótko przed swoim zniknięciem. | |                      |
| 04 | Księga uprowadzenia przez demony. Rozdział czwarty: Zaburzenia Onikakushi-hen sono yon: Yugami (鬼隠し編 其ノ四 歪)         | 25 kwietnia 2006     |
| Rena odwiedza Keiichiego przynosząc mu obiad, ale jednocześnie dziwnie się zachowuje, co sprawia, że paranoja Keiichiego bierze górę i przytrzaskuje jej rękę drzwiami. Później, zaniepokojona zachowaniem Keiichiego Mion próbuje go przeprosić za chowanie przed nim tajemnic wioski, ale ten ją odrzuca. Później jest śledzony przez Renę, która ma ze sobą maczetę. Domaga się od niej wyjawienia sprawcy morderstw i zaginięć, a ona mówi, że odpowiedzialny jest za nie Oyashiro. Po tym Keiichi ucieka, ale orientuje się, że podążają za nim tajemniczy mężczyźni, którzy wkrótce go nokautują. Gdy następnie budzi się w swoim pokoju, zostaje zaatakowany przez Renę i Mion, które próbują mu coś zaaplikować za pomocą strzykawki. Keiichi w samoobronie bije do nieprzytomności Renę i Mion kijem Satoshiego, następnie dzwoni do Oishiego i wyjaśnia, że za morderstwa odpowiedzialny jest Oyashiro. Następnie, przekonany, że Oyashiro stoi tuż za nim, rozdrapuje sobie gardło. Następnego dnia policja znajduje martwe ciało Keiichiego oraz ciała Mion i Reny. Strzykawka którą miała ze sobą Mion, a którą Keiichi ukrył za zegarem ściennym, zniknęła. | |                      |
| 05 | Księga dryfującej bawełny. Rozdział pierwszy: Zazdrość Watanagashi-hen sono ichi: Shitto (綿流し編 其ノ壱 嫉妬)             | 2 maja 2006          |
| | |                      |
| 06 | Księga dryfującej bawełny. Rozdział drugi: Takano Watanagashi-hen sono ni: Takano (綿流し編 其ノ弐 タカノ)                  | 9 maja 2006          |
| | |                      |
| 07 | Księga dryfującej bawełny. Rozdział trzeci: Kłamstwa Watanagashi-hen sono san: Uso (綿流し編 其ノ参 嘘)                     | 16 maja 2006         |
| | |                      |
| 08 | Księga dryfującej bawełny. Rozdział czwarty: Życzenia Watanagashi-hen sono yon: Negai (綿流し編 其ノ四 願い)                | 23 maja 2006         |
| | |                      |
| 09 | Księga morderczej klątwy. Rozdział pierwszy: Starszy brat Tatarigoroshi-hen sono ichi: Ani (祟殺し編 其の壱 兄)             | 30 maja 2006         |
| | |                      |
| 10 | Księga morderczej klątwy. Rozdział drugi: Więzi Tatarigoroshi-hen sono ni: Kizuna (祟殺し編 其の弐 キズナ)                  | 6 czerwca 2006       |
| | |                      |
| 11 | Księga morderczej klątwy. Rozdział trzeci: Granica Tatarigoroshi-hen sono san: Sakaime (祟殺し編 其の参 境界)               | 13 czerwca 2006      |
| | |                      |
| 12 | Księga morderczej klątwy. Rozdział czwarty: Zguba Tatarigoroshi-hen sono yon: Nakushimono (祟殺し編 其の四 失しモノ)        | 20 czerwca 2006      |
| | |                      |
| 13 | Księga morderczej klątwy. Rozdział piąty: Przeprosiny Tatarigoroshi-hen sono go: Shazai (祟殺し編 其の伍 謝罪)              | 27 czerwca 2006      |
| | |                      |
| 14 | Księga marnowania czasu. Rozdział pierwszy: Hinamizawa Himatsubushi-hen sono ichi: Hinamizawa (暇潰し編 其の壱 ヒナミザワ)  | 4 lipca 2006         |
| Cztery lata wcześniej, w trakcie negocjacji w sprawie budowy tamy, młody policjant o imieniu Mamoru Akasaka przybywa do Hinamizawy by zbadać bliżej sprawę porwania chłopca o imieniu Toshiki Inukai, wnuka twórcy projektu budowy tamy. Spotyka się z Oishim, który przybliża mu sprawę i opowiada o trzech rodach Hinamizawy. Akasaka następnie przyjeżdża do Hinamizawy pod przykrywką turysty, gdzie spotyka małą Rikę Furude. W pewnym momencie Rika dziwnie się zachowując, enigmatycznie każe mu opuścić Hinamizawę i wrócić do Tokio. Kolejnego dnia Oishi informuje Akasakę, że znaleziono portfel i inne przedmioty należące do zaginionego dziecka w opuszczonej wiosce Takatsudo i zgadza się towarzyszyć Akasace w wyprawie do tej wioski. | |                      |
| 15 | Księga marnowania czasu. Rozdział drugi: Znak Himatsubushi-hen sono ni: Kizashi (暇潰し編 其の弐 兆し)                      | 11 lipca 2006        |
| Akasaka i Oishi natrafiają na porywaczy i ratują chłopca, choć Akasaka zostaje postrzelony. Okazuje się jednak, że ich wysiłki poszły na marne, ponieważ spełniono już żądania porywaczy. Akasaka próbuje później zadzwonić ze szpitala i z innych znajdujących się w pobliżu telefonów, ale odkrywa, że wszystkie zostały zepsute. W końcu spotyka Rikę i pyta ją czy to ona odpowiada za zepsucie telefonów, na co odpowiada, że gdyby zadzwonił byłoby mu smutno. Rika zaprowadza go następnie w okolice świątyni, gdzie odbywa się festiwal Watanagashi, gdzie zaczyna opisywać wszystkie śmierci, które nastąpią od 1979 w każdy następny rok w dniu festiwalu, kończąc na jej własnej śmierci w 1983 roku. Później okazuje się, że żona Akasaki zmarła w dniu festiwalu spadając ze schodów. Kilka lat później Akasaka odwiedza Oishiego. Oishi opisuje mu ogromną katastrofę, która wydarzyła się w 1983 roku w Hinamizawie, oraz o tym, jak martwą Rikę Furude odnaleziono nagą i z wyciętymi organami. Akasaka zdaje sobie sprawę, że Rika przewidziała dokładnie co się wydarzy.                                                                                | |                      |
| 16 | Księga uświadomienia. Rozdział pierwszy: Pierwsza miłość Meakashi-hen sono ichi: Hatsukoi (目明し編 其の壱 初恋)            | 18 lipca 2006        |
| | |                      |
| 17 | Księga uświadomienia. Rozdział drugi: Odpowiedzialność Meakashi-hen sono ni: Kejime (目明し編 其の弐 ケジメ)                | 25 lipca 2006        |
| | |                      |
| 18 | Księga uświadomienia. Rozdział trzeci: Krew demona Meakashi-hen sono san: Oni no ketsumyaku (目明し編 其の参 鬼の血脈)      | 1 sierpnia 2006      |
| | |                      |
| 19 | Księga uświadomienia. Rozdział czwarty: Zemsta Meakashi-hen sono yon: Shikaeshi (目明し編 其の四 仕返し)                    | 8 sierpnia 2006      |
| | |                      |
| 20 | Księga uświadomienia. Rozdział piąty: Zimne dłonie Meakashi-hen sono go: Tsumetai te (目明し編 其の伍 冷たい手)             | 15 sierpnia 2006     |
| | |                      |
| 21 | Księga uświadomienia. Rozdział szósty: Potępienie Meakashi-hen sono roku: Danzai (目明し編 其の六 断罪)                     | 22 sierpnia 2006     |
| | |                      |
| 22 | Księga pokuty. Rozdział pierwszy: Szczęście Tsumihoroboshi-hen sono ichi: Shiawase (罪滅し編 其の壱 幸せ)                   | 29 sierpnia 2006     |
| | |                      |
| 23 | Księga pokuty. Rozdział drugi: Powrót do domu Tsumihoroboshi-hen sono ni: Kaeru tokoro (罪滅し編 其の弐 還る処)             | 5 września 2006      |
| | |                      |
| 24 | Księga pokuty. Rozdział trzeci: Dokument 34 Tsumihoroboshi-hen sono san: Sanjūyon-gō bunsho (罪滅し編 其の参 34号文書)      | 12 września 2006     |
| | |                      |
| 25 | Księga pokuty. Rozdział czwarty: Inwazja na Ziemi Tsumihoroboshi-hen sono yon: Chikyū shinryaku (罪滅し編 其の四 地球侵略)  | 19 września 2006     |
| | |                      |
| 26 | Księga pokuty. Rozdział piąty: Powtórka Tsumihoroboshi-hen sono go: Riteiku (罪滅し編 其の伍 リテイク)                      | 26 września 2006     |
| | |                      |

### Higurashi no naku koro ni gaiden: Nekogoroshi-hen(2007)
Do wydania zestawu całej serii pierwszej na DVD dołączono także dodatkowy odcinek, zatytułowany Nekogoroshi-hen (jap. 猫殺し編). Odcinek ten jest adaptacją opowiadania napisanego przez Ryukishi07, dołączonego wcześniej jako bonus do mangi wydanej przez Square Enix.
| N/o | Tytuł                      | Premiera      |
| --- | -------------------------- | ------------- |
| 01  | Nekogoroshi-hen (猫殺し編) | 27 lipca 2007 |
|     |                            |               |

## Higurashi no naku koro ni kai(2007)
Druga seria anime również została wyprodukowana przez studio Deen. Składa się z 24 odcinków i została zatytułowana Higurashi no naku koro ni kai (jap. ひぐらしのなく頃に解). Była emitowana w Japonii od 7 lipca do 22 grudnia na kilkunastu stacjach telewizyjnych: KBS Kyoto, Sun TV, Chiba TV, Tvk, AT-X, Animate TV i Bandai Channel. Pierwszy odcinek tej serii, oraz rozdział Yakusamashi-hen (jap. 厄醒し編) stanowi oryginalny materiał, pozostałe stanowią adaptację dwóch rozdziałów, kolejno: Minagoroshi-hen (jap. 皆殺し編) oraz Matsuribayashi-hen (jap. 祭囃し編).
| N/o | Tytuł                                                                          | Premiera (KBS Kyoto) |
| --- | ------------------------------------------------------------------------------ | -------------------- |
| 01  | Saikai (サイカイ)                                                              | 6 lipca 2007         |
|     |                                                                                |                      |
| 02  | Yakusamashi-hen sono ichi onigokko (厄醒し編 其の壱 鬼ごっこ)                  | 13 lipca 2007        |
|     |                                                                                |                      |
| 03  | Yakusamashi-hen sono ni muryoku (厄醒し編 其の弐 無力)                         | 20 lipca 2007        |
|     |                                                                                |                      |
| 04  | Yakusamashi-hen sono san yotei chōwa (厄醒し編 其の参 予定調和)                | 27 lipca 2007        |
|     |                                                                                |                      |
| 05  | Yakusamashi-hen sono yon – Hinamizawa Daisaigai (厄醒し編 其の四 雛見沢大災害) | 3 sierpnia 2007      |
|     |                                                                                |                      |
| 06  | Minagoroshi-hen sono ichi meiro no hōsoku (皆殺し編 其の壱 迷路の法則)         | 10 sierpnia 2007     |
|     |                                                                                |                      |
| 07  | Minagoroshi-hen sono ni unmei no kaekata (皆殺し編 其の弐 運命の変え方)        | 17 sierpnia 2007     |
|     |                                                                                |                      |
| 08  | Minagoroshi-hen sono san yuragi (皆殺し編 其の参 揺らぎ)                       | 24 sierpnia 2007     |
|     |                                                                                |                      |
| 09  | Minagoroshi-hen sono yon kōshō (皆殺し編 其の四 交渉)                          | 31 sierpnia 2007     |
|     |                                                                                |                      |
| 10  | Minagoroshi-hen sono go taiketsu (皆殺し編 其の伍 対決)                        | 7 września 2007      |
|     |                                                                                |                      |
| 11  | Minagoroshi-hen sono roku tsuyoi ishi (皆殺し編 其の六 強い意志)               | 14 września 2007     |
|     |                                                                                |                      |
| 12  | Minagoroshi-hen sono nana Hinamizawa shōkōgun (皆殺し編 其の七 雛見沢症候群)   | 21 września 2007     |
|     |                                                                                |                      |
| 13  | Minagoroshi-hen sono hachi shūmatsu (皆殺し編 其の八 終末)                     | 28 września 2007     |
|     |                                                                                |                      |
| 14  | Matsuribayashi-hen sono ichi Miyo (祭囃し編 其の壱 三四)                       | 12 października 2007 |
|     |                                                                                |                      |
| 15  | Matsuribayashi-hen sono ni ugomeki (祭囃し編 其の弐 蠢き)                      | 19 października 2007 |
|     |                                                                                |                      |
| 16  | Matsuribayashi-hen sono san owari no hajimari (祭囃し編 其の参 終わりの始まり) | 26 października 2007 |
|     |                                                                                |                      |
| 17  | Matsuribayashi-hen sono yon bōryaku (祭囃し編 其の四 謀略)                     | 2 listopada 2007     |
|     |                                                                                |                      |
| 18  | Matsuribayashi-hen sono go saigo no koma (祭囃し編 其の伍 最後の駒)            | 9 listopada 2007     |
|     |                                                                                |                      |
| 19  | Matsuribayashi-hen sono roku makuake (祭囃し編 其の六 幕開け)                  | 16 listopada 2007    |
|     |                                                                                |                      |
| 20  | Matsuribayashi-hen sono nana torappu (祭囃し編 其の七 トラップ)                | 23 listopada 2007    |
|     |                                                                                |                      |
| 21  | Matsuribayashi-hen sono hachi yonjū-hachi jikan (祭囃し編 其の八 48時間)       | 30 listopada 2007    |
|     |                                                                                |                      |
| 22  | Matsuribayashi-hen sono kyū koubou (祭囃し編 其の九 攻防)                      | 7 grudnia 2007       |
|     |                                                                                |                      |
| 23  | Matsuribayashi-hen sono jū kessen (祭囃し編 其の拾 血戦)                       | 14 grudnia 2007      |
|     |                                                                                |                      |
| 24  | Matsuribayashi-hen sono jūichi oshimai (祭囃し編 其の拾壱 オシマイ)            | 21 grudnia 2007      |
|     |                                                                                |                      |

## Higurashi no naku koro ni rei(2009)
Powstawanie trzeciej serii anime zostało ogłoszone w grudniu 2007 roku za pośrednictwem oficjalnego bloga serii. 30 kwietnia 2008 roku, w czerwcowym numerze czasopisma „Megami Magazine” wydawnictwa Gakken ogłoszono, że zapowiadana seria zostanie wydana w formie OVA.
Toshifumi Kawase, który nadzorował powstawanie poprzednich sezonów, został zatrudniony w roli reżysera serii; za projekt postaci odpowiada Kazuya Kuroda, a kompozytorem muzyki w tym sezonie jest Kenji Kawai.
Odcinek Hirukowashi-hen (jap. 昼壊し編) stanowi adaptację fabuły opowieści spin-off z gry Higurashi Daybreak na PSP
| N/o | Tytuł                                      | Premiera         |
| --- | ------------------------------------------ | ---------------- |
| 01  | Hajisarashi-hen (羞晒し編)                 | 25 lutego 2009   |
| 02  | Saikoroshi-hen sono ichi (賽殺し編 其の壱) | 25 marca 2009    |
| 03  | Saikoroshi-hen sono ni (賽殺し編 其の弐)   | 22 maja 2009     |
| 04  | Saikoroshi-hen sono san (賽殺し編 其の参)  | 24 czerwca 2009  |
| 05  | Hirukowashi-hen (昼壊し編)                 | 21 sierpnia 2009 |

## Higurashi no naku koro ni kira(2011–2012)
Powstawanie serii zatytułowanej Higurashi no naku koro ni kira (jap. ひぐらしのなく頃に煌) zostało ogłoszone 24 marca 2011 za pośrednictwem oficjalnego konta na Twitterze firmy Frontier Works. Pierwszy z odcinków stanowi adaptację Batsukoishi-hen (jap. 罰恋し編), pozostałe zaś stanowią nowe opowieści. Za scenariusze odcinków odpowiada Toshifumi Kawase, zaś za reżyserię Hideki Tachibana. Odcinki wyprodukowało Studio Deen. Sera powstała, by uczcić 10. rocznicę powstania franczyzy.
| N/o     | Tytuł                                           | Premiera          |
| ------- | ----------------------------------------------- | ----------------- |
| file.01 | Batsukoishi-hen - ki - (罰恋し編 罰恋し編 -喜-) | 21 lipca 2011     |
| file.02 | Ayakashisenshi-hen - do - (妖戦し編 -努-)       | 22 września 2011  |
| file.03 | Musubienishi-hen - ai - (結縁し編 -愛-)         | 23 listopada 2011 |
| file.04 | Yumeutsushi-hen - raku - (夢現し編 -楽-)        | 25 stycznia 2012  |

## Higurashi no naku koro ni kaku ～Outbreak～
W sierpniu 2013 roku wydano 52-minutową OVA Higurashi no naku koro ni kaku 〜Outbreak〜 (jap. ひぐらしのなく頃に拡 〜アウトブレイク〜 Higurashi no naku koro ni kaku ～Autobureiku～), wyprodukowaną na podstawie opowiadania napisanego przez Ryukishi07.
| N/o | Tytuł | Premiera         |
| --- | --- | ---------------- |
| 1   | Higurashi no naku koro ni kaku ～Outbreak～ Higurashi no naku koro ni kaku ～Autobureiku～ (ひぐらしのなく頃に拡 〜アウトブレイク〜) | 15 sierpnia 2013 |
|     | |                  |

## Higurashi no naku koro ni gō(2020-2021)
21 marca 2020 roku Kadokawa ogłosiła powstawanie nowego projektu z serii Higurashi, którego premiera miałaby się odbyć w lipcu 2020 roku. Projekt postaci wykonał Akio Watanabe, a produkcją serii zajęło się studio Infinite, a animacją studio Passione. Ze reżyserię odpowiada Keiichiro Kawaguchi, a za kompozycję Naoki Hayashi, muzykę do serii ponownie napisze Kenji Kawai, który pracował jako kompozytor przy wcześniejszych projektach z serii. Do swoich ról powrócili także Sōichirō Hoshi (Keiichi Maebara), Mai Nakahara (Rena Ryūgū), Satsuki Yukino (Mion Sonozaki), Mika Kanai (Satoko Hōjō) i Yukari Tamura (Rika Furude).
W maju 2020 roku za pośrednictwem oficjalnej strony internetowej poinformowano o opóźnieniu produkcji ze względu na pandemię koronawirusa. Ostatecznie premierę przesunięto na październik 2020. Drugi zwiastun ujawnił, że pierwsze trzynaście odcinków będzie miało swoją premierę od 1 października 2020 roku o 23:30 na Tokyo MX i BS11, a później także na Sun TV oraz w serwisach d Anime Store oraz Hikari TV. Ten sam zwiastun ujawnił także, że 14. odcinek serii będzie miał swoją premierę 7 stycznia 2021 roku.
Seria została zatytułowana Higurashi no naku koro ni gō (jap. ひぐらしのなく頃に業).
| N/o | Tytuł                                         | Premiera             |
| --- | --------------------------------------------- | -------------------- |
| 1   | Onidamashi-hen sono ichi (鬼騙し編 其の壱)    | 1 października 2020  |
|     |                                               |                      |
| 2   | Onidamashi-hen sono ni (鬼騙し編 其の弐)      | 8 października 2020  |
|     |                                               |                      |
| 3   | Onidamashi-hen sono san (鬼騙し編 其の参)     | 15 października 2020 |
|     |                                               |                      |
| 4   | Onidamashi-hen sono yon (鬼騙し編 其の四)     | 22 października 2020 |
|     |                                               |                      |
| 5   | Watadamashi-hen sono ichi (綿騙し編 其の壱)   | 29 października 2020 |
|     |                                               |                      |
| 6   | Watadamashi-hen sono ni (綿騙し編 其の弐)     | 5 listopada 2020     |
|     |                                               |                      |
| 7   | Watadamashi-hen sono san (綿騙し編 其の参)    | 12 listopada 2020    |
|     |                                               |                      |
| 8   | Watadamashi-hen sono yon (綿騙し編 其の四)    | 19 listopada 2020    |
|     |                                               |                      |
| 9   | Tataridamashi-hen sono ichi (祟騙し編 其の壱) | 26 listopada 2020    |
|     |                                               |                      |
| 10  | Tataridamashi-hen sono ni (祟騙し編 其の弐)   | 3 grudnia 2020       |
|     |                                               |                      |
| 11  | Tataridamashi-hen sono san (祟騙し編 其の参)  | 10 grudnia 2020      |
|     |                                               |                      |
| 12  | Tataridamashi-hen sono yon (祟騙し編 其の四)  | 17 grudnia 2020      |
|     |                                               |                      |
| 13  | Tataridamashi-hen sono go (祟騙し編 其の五)   | 24 grudnia 2020      |
|     |                                               |                      |
| 14  | Nekodamashi-hen sono ichi (猫騙し編 其の壱)   | 7 stycznia 2021      |
|     |                                               |                      |
| 15  | Nekodamashi-hen sono ni (猫騙し編 其の弐)     | 14 stycznia 2021     |
|     |                                               |                      |
| 16  | Nekodamashi-hen sono san (猫騙し編 其の参)    | 21 stycznia 2021     |
|     |                                               |                      |
| 17  | Nekodamashi-hen sono yon (猫騙し編 其の四)    | 28 stycznia 2021     |
|     |                                               |                      |
| 18  | Satokowashi-hen sono ichi (郷壊し編 其の壱)   | 4 lutego 2021        |
|     |                                               |                      |
| 19  | Satokowashi-hen sono ni (郷壊し編 其の弐)     | 12 lutego 2021       |
|     |                                               |                      |
| 20  | Satokowashi-hen sono san (郷壊し編 其の参)    | 19 lutego 2021       |
|     |                                               |                      |
| 21  | Satokowashi-hen sono yon (郷壊し編 其の四)    | 26 lutego 2021       |
|     |                                               |                      |
| 22  | Satokowashi-hen sono go (郷壊し編 其の伍)     | 5 marca 2021         |
|     |                                               |                      |
| 23  | Satokowashi-hen sono roku (郷壊し編 其の六)   | 12 marca 2021        |
|     |                                               |                      |
| 24  | Satokowashi-hen sono nana (郷壊し編 其の七)   | 19 marca 2021        |
|     |                                               |                      |

## Higurashi no naku koro ni sotsu(2021)
18 marca 2021 zapowiedziano kontynuację sequela, którego premiera ma odbyć się w lipcu 2021. Seria została zatytułowana Higurashi no naku koro ni sotsu (jap. ひぐらしのなく頃に卒).